# Шведова, Зоя Дмитриевна
Зоя Дмитриевна Шведова (1918—2013) — советский педагог, кандидат педагогических наук, партизанка Великой Отечественной войны, депутат Верховного Совета РСФСР.

## Биография
Зоя Шведова родилась 31 декабря 1918 года в Москве. С начала 1919 года проживала в деревне Мархоткино Ельнинского района, где окончила семилетнюю школу. Позднее окончила учительские курсы в Ельне и работала учительницей начальных классов. В 1936 году Шведова окончила Козельское педагогическое училище, позднее заочно окончила Смоленский государственный педагогический институт и работала учительницей географии в Коробецкой средней школе.
В годы Великой Отечественной войны Шведова участвовала в партизанском движении на территории оккупированной немецкими войсками Смоленщины в составе партизанского полка имени XXIV годовщины РККА. Занималась выполнением важных заданий партизанского командования, вела агитационную работу среди населения.
После освобождения Смоленщины в сентябре 1943 года Шведова стала инспектором Ельнинского районо, а в 1944 году была избрана первым секретарём Ельнинского райкома комсомола. Вскоре она стала секретарём Смоленского обкома комсомола. В 1949 году Шведова окончила географический факультет Московского государственного педагогического института, после чего работала директором средней школы, заместителем заведующего Смоленского облоно. В 1947 и в 1951 годах избиралась депутатом Верховного Совета РСФСР.
С 1962 года Шведова работала в Смоленском государственном педагогическом институте, окончила аспирантуру Научно-исследовательского института педагогики АПН СССР, стала кандидатом наук.
Скончалась 24 октября 2013 года, похоронена на Новом кладбище Смоленска.
Была награждена орденами Ленина, Трудового Красного Знамени, Отечественной войны 2-й степени, рядом медалей.
Муж — советский партийный деятель Николай Шараев.